# Wyłczanowo
Wyłczanowo (bułg. Вълчаново) – wieś w Bułgarii, w obwodzie Burgas, w gminie Sredec. W 2023 roku liczyła 122 mieszkańców.